# ريتا حرب
ريتا حرب (23 اكتوبر  1979-) عارضة أزياء ممثلة وإعلامية لبنانية

## حياتها ومشوارها المهني
ولدت في بيروت، بدأت بتقديم عروض الأزياء في سن مبكر لمدة ستة سنوات، نالت لقب ملكة جمال جبل لبنان، كما شاركت كموديل في أغاني مصورة
دخلت مجال التلفزيون صدفة على الرغم أنها دخلت الجامعة لدراسة الإعلام في لكنها بعد عامين تركت الدراسة وتوجهت إلى الخارج لمتابعة دراستها في مجالٍ آخر في بريطانيا حيث كانت قناة أوربت حديثة الإنطلاقة تقدمت بطلب إلى المحطة، وكان القيّمون عليها يبحثون عن وجوه إعلامية جديدة فوقع الاختيار عليّها

### إنطلاقتها مع شبكة أوربت الإعلامية
بدأت رحلتها في إيطاليا، بعد قبولها في محطة أوربت لربط البرامج وذلك قبل افتتاح مكتب بيروت. وبعد أربعة أشهر من التمارين في روما 
قررت العودة إلى أرض الوطن لعدم رغبتها العيش في الخارج، فتزوجت وبقيت في مجال عرض الأزياء، كذلك قدمت الفوازير لشبكة راديو وتلفزيون العرب.
بعد سنة ونصف السنة على افتتاح شبكة أوربت الإعلامية في لبنان طلب منها المخرج نيكولا صباغة تقديم برنامج «سهار بعد سهار» على قناة «أوربت الثانية». وشجعها كثيراً على ذلك اذ كان الخوف ينتابها، وما سهّل الأمور أكثر، معرفتها المسبقة بفريق العمل. وبعد ستة أشهر من التمارين بدأت تقديم برنامج «عيون بيروت» مع زميلاتها راغدة شلهوب وليليان ناعسي وغريس بعقليني الريس وهو برنامج منوع مباشر على الهواء. وأيضاً قامت بإعداد وتقديم برنامج «أزياء».
عام 2001 قدمت برنامج «محليات»، وهو برنامج اسبوعي يتناوب على تقديمه أكثر من مذيع ويقدم مرة من بيروت وأخرى من القاهرة. يتضمن تحقيقات تهمّ المشاهد لمدة ساعة من الوقت.
كما قامت بتغطية المهرجانات اللبنانية والسهرات الرمضانية 
كما قدمت على شاشة إم تي في اللبنانية حفل جوائز الموريكس دور وسهرات خاصة منها للفنان عامر زيان
في سبتمبر 2015 قدمت سهرة خاص بعنوان ليلة عمر مع الفنان الكويتي عبدالله الرويشد على شاشة روتانا خليجية تحدثت فيه معه عن مشواره الفني وعن البومه الأخير
في أغسطس 2016 قدمت سهرة حفل انتخاب ملك جمال لبنان
في عام 2017 قدمت برنامج «القاهرة اليوم» بمشاركة الفنان إدوارد وفي رمضان 2018 قدمت برنامجا رمضانيا بعنوان «بدي رأيك»
في ديسمبر 2018 أصبحت الوجه الإعلاني لمجموعة Savanah  في سبتمبر 2023 انضمت إلى قناة الجديد لتقدم برنامج بعنوان "اعترافات مع ريتا "

### حياتها الأسرية
تزوجت من رجل لبناني عام 2005 لكنها إنفصلت عنه بعد أربعة سنوات من الزواج تم الطلاق عام 2009 رزقت منه بإبنتيها ستيفي وميشال

### تعرضها لحادث سير و نجاتها
تعرضت لحادث سير في تركيا عام 2021 أثناء تصويرها مسلسل ستيلتو كاد يودي بحياتها نجت منه بعد إصابتها بتشوهات في الوجه وفقدان صوتها ونظرها

## تجربتها في التمثيل
- دخلت مجال التمثيل عام 2000 من خلال الفوازير الرمضانية التي حملت عنوان  فوازير كوابيس  وقبلها فوازير شامية التي أنتجتها شبكة راديو وتلفزيون العرب بالتعاون مع الشام الدولية للإنتاج السينمائي والتلفزيوني وعرضت على قناة art المنوعات شاركها بالبطولة الممثل السوري سامر المصري الذي كان يمثل دور زوجها
- عرض عليها المنتج مروان حداد التمثيل مرة أخرى فقبلت العرض

بعدها شاركت في عدة مسلسلات:-
- 2012: مراهقون
- 2013: العشق المجنون
- 2014: عشرة عبيد صغار
- 2015: حياة سكول
- 2017: أدهم بيك
- 2017: جمهورية نون
- 2017: أول نظرة
- 2018: طريق[17]
- 2018: دورة جونية-جبيل
- 2019: آخر الليل
- 2019:بروفا
- 2020:عروس بيروت 2
- 2020: ضرب الرمل
- 2022:ستيلتو.
- 2022:نور.
- 2023:الخائن.

### في السينما
- 2019: شباب ضايعة
- 2019: شرعوا الحشيشة

## البرامج التي قدمتها
| البرنامج                                                    | عرض على               |
| ----------------------------------------------------------- | --------------------- |
| أزياء                                                       | قناة اليوم            |
| سهار بعد سهار                                               | قناة الثانية،قناة فن  |
| محليات                                                      | قناة الثانية          |
| عيون بيروت                                                  | قناة اليوم            |
| حفلات أوربت للأغنية العربية                                 | قناة الثانية          |
| حفلات الموريكس دور، سهرات سبيسال، حفل إنتخاب ملك جمال لبنان | إم تي في اللبنانية    |
| سهرة مع الفنان عبدالله الرويشد                              | روتانا خليجية         |
| ليالي رمضان                                                 | قناة الثانية          |
| القاهرة اليوم                                               | قناة اليوم            |
| بدي رأيك                                                    | قناة اليوم            |
| حكاية وغنية                                                 | قناة اليوم            |
| اعترافات مع ريتا                                            | قناة الجديد           |
| قسمة ونصيب                                                  | يوتيوب، قناة إل تي في |

## حياتها الشخصية
توفي والدتها مي وديع سالم يوم 6 يناير 2020.

## وصلات خارجية
- ريتا حرب على موقع IMDb (الإنجليزية)
- ريتا حرب على موقع قاعدة بيانات الأفلام العربية
- ريتا حرب على موقع قاعدة بيانات الفيلم (الإنجليزية)